# Togoville
Togoville (Togolanderdorf en allemand) est une petite ville de la région maritime du Togo, située en bordure du lac Togo. Elle est le chef-lieu du canton de Togoville, qui compte 25 000 habitants, dont 10 000 à Togoville. La ville est située dans la préfecture de Vo à 8 km de Wogba.

## Historique et description
Le village, dont le nom originel était Togo, prit le nom de Togoville lorsque l’explorateur allemand Gustav Nachtigal, y fut envoyé par le chancelier Otto von Bismarck en tant que commissaire spécial, pour négocier avec le roi Mlapa III, l'instauration d'un protectorat de l’Empire allemand. Ce qui fut fait 5 juillet 1884, par la signature d'un traité créant le Togoland.
La ville abrite la cathédrale Notre-Dame du Lac Togo, construite en 1910, décorée avec des peintures de saints africains, une statue de Notre-Dame du lac Togo, la sainte patronne du village. On y observe la barque qui a amené Notre Dame du Lac Togo en provenance de la cathédrale de Lomé pour son intronisation le 4 novembre 1973 à Togoville. Elle est recouverte d'une épaisse couche de ciment pour la préserver des éléments, seul un petit morceau originel reste à découvert pour prouver son authenticité.
Togoville est surtout un village riche en traditions et au passé historique. Le village, qui a donné son nom au pays, signifie originellement ville « au-delà de la falaise » en langue ewe (et non ville « au-delà de la rivière », erreur couramment commise). Il est en effet situé au bord d'une lagune très peu profonde, qui a pour nom lac Togo, ce qui a eu pour effet d'induire beaucoup d'habitants en erreur sur l'origine du mot Togo.
Les visiteurs peuvent découvrir la maison du descendant du roi Mlapa III qui signa avec Nachtigal le traité instaurant le protectorat allemand sur le Togo.
Togoville est également célèbre en tant que centre des pratiques religieuses animistes vaudoues. Les dévots arrivent de tout le sud du Togo pour étudier et pratiquer leur religion. On y retrouve beaucoup de fétiches et de sculptures en bois devant les maisons.

## Personnalités liées à la commune
- Julien Amegandjin (né en 1940), statisticien
- Casimir Kossi Akoto (né en 1969), ancien athlète
- Kako Nubukpo (né en 1968), économiste